# Giuseppe Aleffi
 (septembre 2023).
Giuseppe Aleffi, né le 13 août 1939 à Asmara (Érythrée), est un  député italien.

## Distinctions et honneurs
- Officier dans l'ordre du Mérite de la République italienne (2005)[1].